# Kamal al-Ganzuri

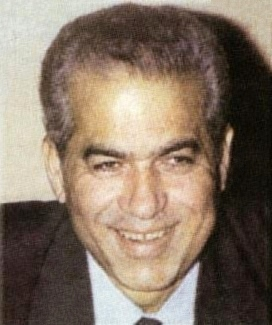
Kamal al-Ganzuri (ca. 1976)

Kamal Ahmed al-Ganzuri (arabisch كمال أحمد الجنزوري, DMG Kamāl Aḥmad al-Ǧanzūrī) (* 12. Januar 1933 in Garwan, Ortsteil von Bagor im Gouvernement Al-Minufiyya; † 31. März 2021) war ein ägyptischer Agrar-, Wirtschaftswissenschaftler und Politiker.
Al-Ganzuri bekleidete zweimal den Posten des Premierministers. Erstmals übte er vom 2. Januar 1996 bis zum 5. Oktober 1999 zur Zeit des Mubarak-Regimes das Amt aus und leitete das Erste Kabinett El-Ganzouri. Am 24. November 2011 ernannte der Oberste Rat der Streitkräfte (SCAF), der nach dem Sturz Mubaraks im Januar 2011 die Macht übernommen hatte, al-Ganzuri zum Nachfolger des zurückgetretenen Premierministers Essam Scharaf. Scharaf war nach dem Ausbruch neuer Proteste mit seinem Kabinett zurückgetreten. Grund für die erneuten Unruhen waren die Verfassungsrichtlinien, die der SCAF eine Woche zuvor präsentiert hatte, in der sich das Militär über sämtliche zivilen Institutionen stellte. Dem zukünftigen – noch zu wählenden – Parlament wurde durch die Verfassungsrichtlinien des Militärs schon im Vorhinein das Mandat entzogen, selbst über die Verfassung zu bestimmen. Al-Ganzuris Aufgabe war es, eine Übergangsregierung bis zum Ende der Parlamentswahl zu bilden.

## Politik

### Jugend
Nach einem Abschluss in Agrarwissenschaften an der Universität Kairo studierte al-Ganzuri an der University of Michigan in den USA und wurde an dieser Universität in Wirtschaftswissenschaften promoviert.

### Bekleidung verschiedener politischer Ämter
Al-Ganzuri war von 1962 bis 1967 Mitglied des Vorstands der Sadat Academy for Administrative Sciences (Sadat-Akademie für Verwaltungswissenschaften).
1974 ernannte man ihn zum Staatssekretär im Ministerium für Planung und internationale Zusammenarbeit. 1975 wurde er Gouverneur des Gouvernements Al-Wadi al-dschadid, 1976 Gouverneur des Gouvernements Bani Suwaif. Von 1977 bis 1986 war er Leiter des Institute for National Planning (INP) in Kairo, welches großen Einfluss auf die Planung von Entwicklungslinien der ägyptischen Wirtschaft hat. Von 1986 bis 1996 war er stellvertretender Premierminister im Kabinett Atif Muhammad Nagib Sidqi.

### Mitwirkung an der Privatisierungspolitik in der Ära Mubarak
In dieser Zeit hatte er großen Anteil an den mit IWF, Weltbank und USAID geführten Kredit- und Umschuldungsverhandlungen und der in Folge auf Druck dieser Organisationen durchgeführten Umpolung der ägyptischen Wirtschaft. War die Wirtschaft des Landes unter Nasser stark zentralistisch ausgerichtet worden und von Unternehmen dominiert, die sich in staatlichem Besitz befanden, erfolgte nun ein Umschwenken zu einer liberalen Wirtschaftspolitik und Deregulierungen, was mit umfangreichen Privatisierungen staatlicher Unternehmen einherging.
Offiziell begann man mit den Privatisierungen, nachdem die ägyptische Regierung im Mai 1991 mit dem IWF ein Stand-By Arrangement (SBA) (s. engl. Wiki) akzeptiert hatte, in dem man sich im Gegenzug für von IWF und Weltbank gewährten Krediten (400 bzw. 300 Millionen US$) verpflichtete, ein vom IWF entworfenes Economic Reform and Structural Adjustment Programme (ERSAP) („Wirtschaftsreform- und Strukturanpassungs-Programm“) durchzuführen, und im Juni 1991 das Gesetz 203/1991 (Public Sector Law) verabschiedete.
314 SOEs (State-owned enterprises sind Unternehmen mit 51–100 % staatlichem Besitz) wurden für die Privatisierung bestimmt und in 27 Holdings gruppiert, wobei in jeder dieser Holdings die Unternehmen einer bestimmten Produktionssparte zusammengefasst wurden.
Mit der Privatisierung dieser Unternehmen sollten mehrere Ziele erreicht werden:
- Die schlechte Produktivität der (staatlichen) Unternehmen sollte verbessert werden.
- Private inländische Investitionen sollten verstärkt (und ausländische ins Land gezogen) werden.
- Die Gelder, die durch den Verkauf der Unternehmen hereinkamen, sollten die Staatskasse füllen und die wirtschaftliche Situation Ägyptens insgesamt verbessern.

Von 1993 bis 2000 (die Zeit, in der Ganzuri entweder stellvertretender oder Premierminister Ägyptens war) verlief der Privatisierungsprozess in drei Phasen:
- 1993 bis 1995 wurden 31 Unternehmen privatisiert (und ein Erlös von 772,36 Millionen US$ erzielt).
- 1996 bis 1998 (al-Ganzuri Premierminister) beschleunigte sich dieser Prozess und es wurden insgesamt 85 Unternehmen privatisiert (und ein Erlös von 2543,8 Millionen US$ erzielt).
- 1999 bis 2000 (schon Kabinett Abaid) verringerte sich die Zahl der Privatisierungen und es wurden „nur noch“ 56 Unternehmen von staatlicher Seite veräußert (und ein Erlös von 1164,88 US$ erzielt).[8]

### Erstmalige Ernennung zum Premierminister
Nach dem Rücktritt Sidqis im Januar 1996 wurde al-Ganzuri von Mubarak beauftragt, eine neue Regierung zu bilden. In der Zeit vom 4. Januar 1996 bis zum 5. Oktober 1999 wurde er zum ersten Mal Premierminister Ägyptens und folgte damit Atif Sidqi im Amt. 1999 wurde er von Atif Abaid abgelöst.

### Erneute Berufung
Im Zuge tiefgreifender Meinungsverschiedenheiten zwischen dem Obersten Rat der Streitkräfte und dem Kabinett Scharaf nach der Ägyptischen Revolution 2011, die zum geschlossenen Rücktritt des Kabinetts Scharaf führten, ernannte der Oberste Rat der Streitkräfte Kamal al-Ganzuri am 24. November 2011 zum Premierminister Ägyptens. Damit wurde ihm dieses Amt nun zum zweiten Mal anvertraut, wenn auch nicht vonseiten des Staatspräsidenten.
Das neue – vom Obersten Militärrat abgesegnete – Zweite Kabinett El-Ganzouris umfasste 28 Minister. 16 Minister kamen neu ins Kabinett, neun Minister hatten bereits dem Kabinett Scharaf angehört und drei Minister waren bereits während des Mubarak-Regimes in Regierungsämtern gewesen;  Muhammad Hussein Tantawi, der zu dieser Zeit den Militärrat leitete und zugleich Verteidigungsminister war, wäre als vierter zu zählen. Das zweite Kabinett El-Ganzuri fungierte – wie vorgesehen – als Interimsregierung bis nach den Parlaments- und Präsidentschaftswahlen  und wurde am 2. August 2012 vom Kabinett Kandil unter Leitung des neu gewählten Staatspräsidenten Mursi abgelöst.
Die Aktivisten des Tahrir-Platzes lehnten al-Ganzuri und sein neues Kabinett ab.
Insbesondere die Ernennung von General Mohamed Ibrahim zum neuen Innenminister stieß auf Kritik. „Als Aktivisten kennen wir seine Geschichte und die Art, wie er mit Demonstranten umgeht“, sagte Ingy Hamdy, Sprecherin der Jugendbewegung des 6. April. Ibrahim sei der Verantwortliche für das berüchtigte gewalttätige Vorgehen gegen sudanesische Flüchtlinge im Dezember 2005 gewesen, bei dem mindestens 28 Menschen getötet worden waren.
Gemeint war die gewaltsame Räumung eines Zeltlagers von rund 3000 sudanesischen Flüchtlingen (darunter viele aus der Krisenregion Darfur) in einem Park im Kairoer Stadtviertel Mohendessin in der Nähe des UNHCR-Büros durch Polizei- und Sicherheitskräfte am 30. Dezember 2005, bei dem viele Sudanesen ums Leben kamen. Ibrahim war von 2003 bis 2006 Generaldirektor des Polizeidirektorats von Gizeh (Director General of Giza Police Directorate). Bei den Sudanesen handelte es sich um bereits abgewiesene Asylbewerber, die mit einem drei Monate dauernden Sitzstreik die Wiederaufnahme ihrer Asylverfahren erreichen wollten. Nach Prüfung der Ablehnungen durch die Behörden in Zusammenarbeit mit dem UNHCR wurden bis zum 30. Januar 2006 alle 462 bei der Räumung Festgenommenen wieder auf freien Fuß gesetzt.